# Long Buckby
Long Buckby è un paese di 4 000 abitanti della contea del Northamptonshire, in Inghilterra.